# Dactylorhiza elata
The Stately Dactylorhiza (Dactylorhiza elata) là một loài lan.

## Hình ảnh

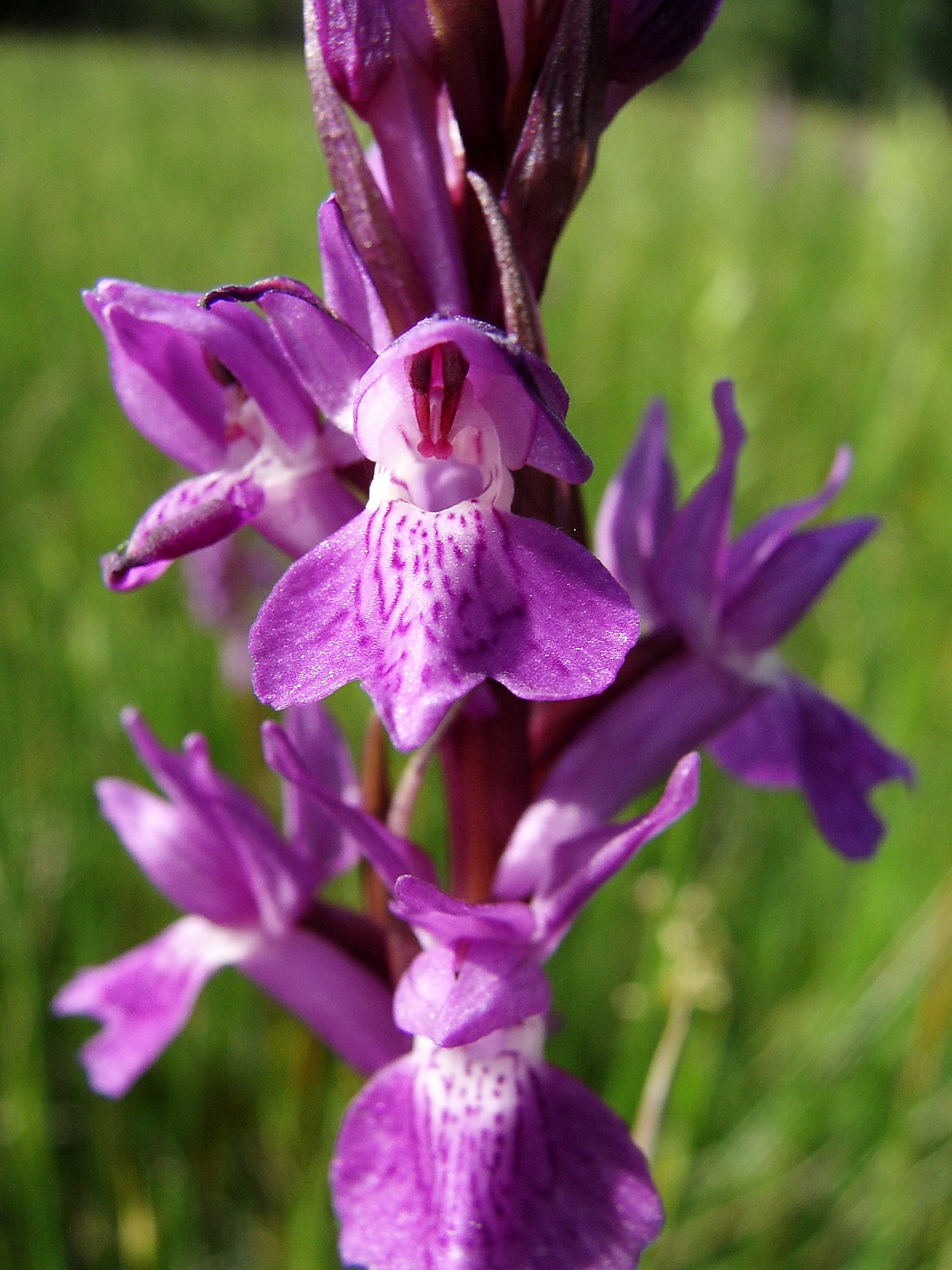
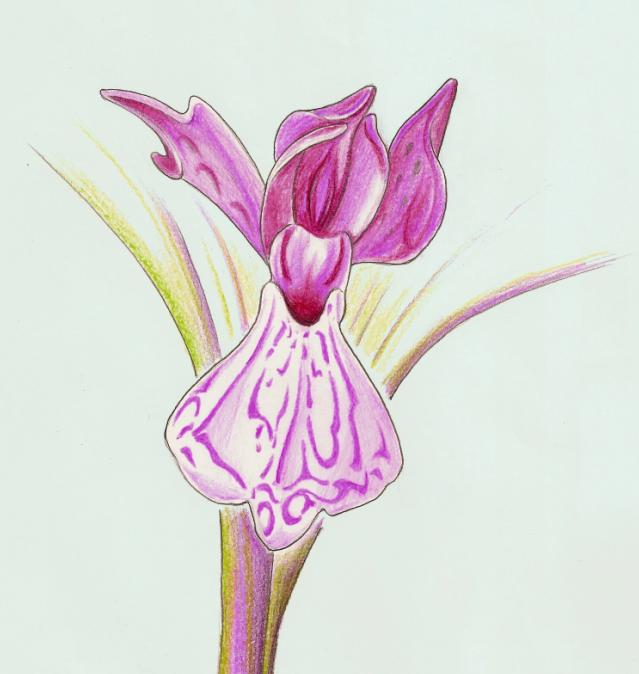
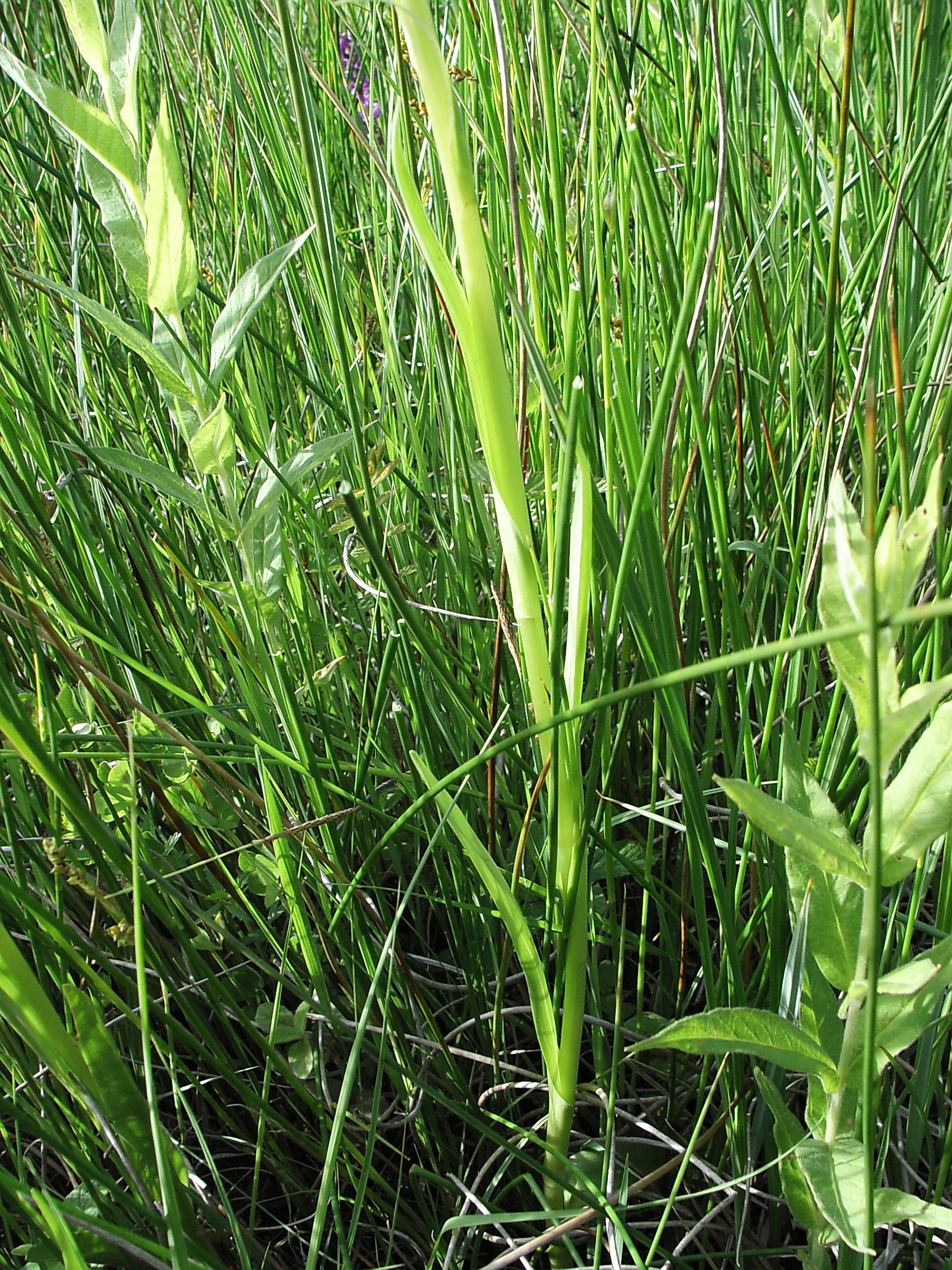
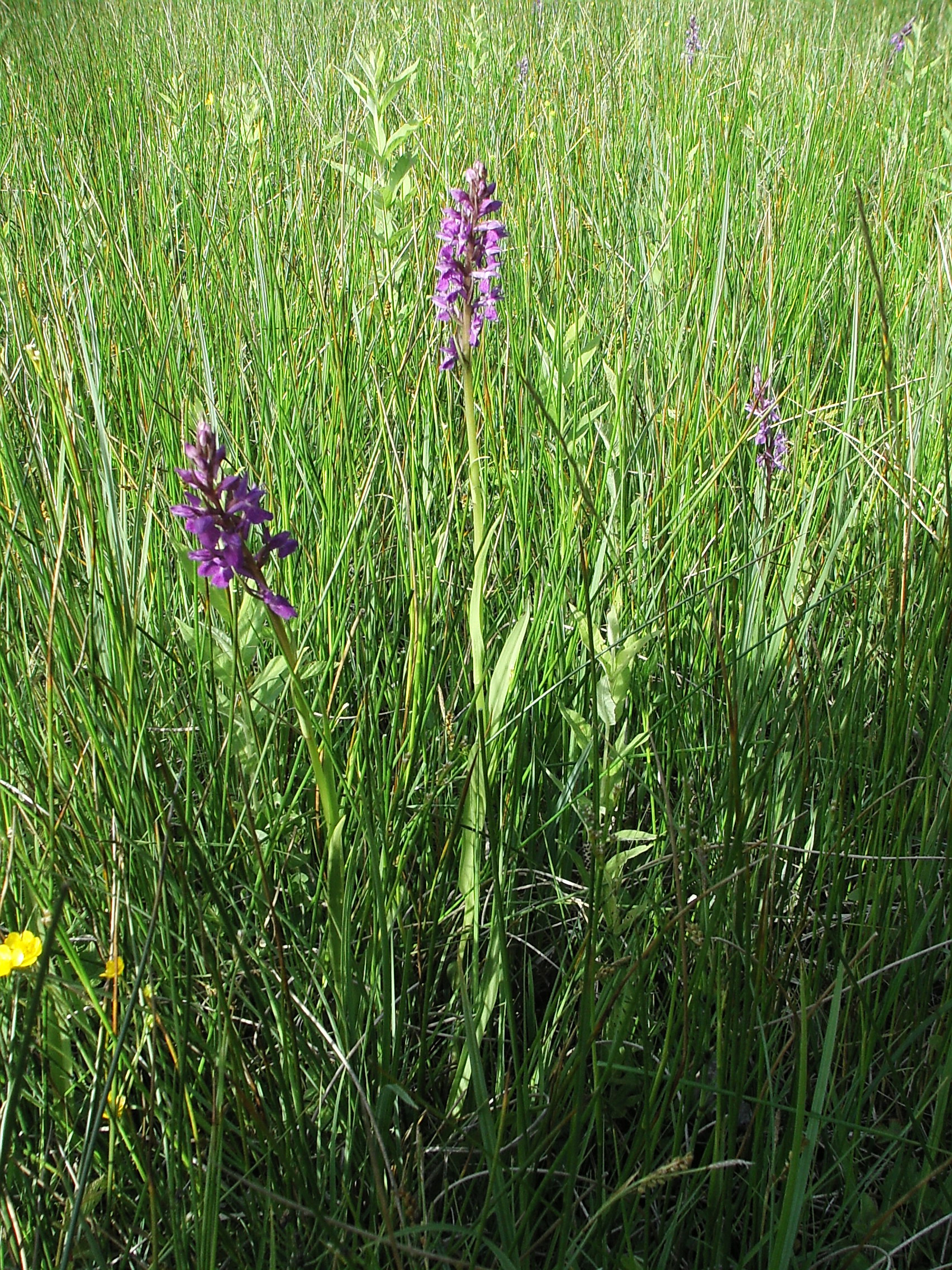